# 孙瑜 (北宋)
孙瑜，字叔礼，博州博平县（今山东省茌平县西）人，北宋政治人物。孙奭的儿子。
孙瑜以父亲的恩荫为将作监主簿。被推荐任礼院同知、开封府推官。出使契丹得体，加秘阁校理、两浙转运使。郡县仓库以斛斗为奸，孙瑜在任时奏请均衡斗斛大小之制，惩治奸吏，百姓喜悦。被弹劾变新器非便，改知曹州，不久还其原资，知蔡州，使囊沙捍城抗大水。历任知相州、兖州、潍州、单州，官至工部侍郎。去世，年七十九岁。